# Miyazawa Masashi
Masashi Miyazawa (sinh ngày 24 tháng 4 năm 1978) là một cầu thủ bóng đá người Nhật Bản.

## Sự nghiệp câu lạc bộ
Masashi Miyazawa đã từng chơi cho FC Tokyo, Oita Trinita, Vegalta Sendai và FC Gifu.